# Slaget ved Oudenarde
Slaget ved Oudenarde fandt sted den 11. juli 1708 i nærheden af den belgiske by Gent under den Spanske Arvefølgekrig mellem en britisk-østrigsk hær under hertugen af Marlborough og Prins Eugen af Savoyen og en fransk hær under hertug Louis Joseph de Vendôme og hertugen af Bourgogne. Den allierede sejr forhindrede Frankrig i at følge op på sine territoriale gevinster fra de foregående 2 år.
| Historie | Spire Denne historieartikel er en spire som bør udbygges. Du er velkommen til at hjælpe Wikipedia ved at udvide den. |

- Wikimedia Commons har flere filer relateret til Slaget ved Oudenarde

50°50′N 3°36′Ø / 50.83°N 3.6°Ø